# Gelsey Kirkland
Gelsey Kirkland (* 29. Dezember 1952 in Bethlehem, Pennsylvania) ist eine US-amerikanische Balletttänzerin.

## Leben
Gelsey Kirkland wurde mit 15 Jahren von George Balanchine als Tänzerin am New York City Ballet verpflichtet, nachdem sie an der School of American Ballet ihre Ausbildung absolviert hatte. 1969 wurde sie zur Solistin ernannt und 1972 zur ersten Solistin. Bekannte Choreographen kreierten Rollen für sie, so in George Balanchines Wiederaufnahme vom „Feuervogel“, Jerome Robbins in „Goldberg Variationen“ oder Anthony Tudor „The leaves are fading“.
Mit Mikhail Baryshnikov verbindet sie eine langjährige Partnerschaft; mit ihm tanzte sie unter anderem die Fernsehproduktion des Nußknackers von 1977.
Nach dem New York City Ballet wechselte sie zum American Ballet Theatre (ABT) und verließ es 1984, kehrte aber 1986 mit dem Royal Ballet in London auf die Bühne zurück, bevor sie ihre Karriere beendete.
2006 wurde ihr der Dance Magazine-Preis verliehen.
Zusammen mit Kevin McKenzie und ihrem Ehemann inszenierte und choreographiert sie 2007 eine neue Produktion von Dornröschen für das ABT; sie stand dabei teilweise als Carabosse auf der Bühne.
Gelsey Kirkland lebt mit ihrem zweiten Ehemann, dem Choreographen und ehemaligen Tänzer Michael Chernov, in New York. Gemeinsam gründeten und betreiben sie die Gelsey Kirkland Academy of Classical Ballet (GKA), die im August 2010 den Betrieb aufnahm.

## Gelsey Kirkland Academy of Classical Ballet
Im Jahr 2010 gründete Gelsey Kirkland mit ihrem zweiten Ehemann Michael Chernov die Gelsey Kirkland Academy of Classical Ballet (GKA). Diese Ballett-Akademie ist hoch angesehen und hat es sich zur Aufgabe gemacht, talentierte Tänzer und Tänzerinnern aus der ganzen Welt zu professionellen Balletttänzern auszubilden. Mit jährlich 500 Schülern bietet die GKA ein intensives Trainingsprogramm, dass sich in drei Hauptstränge spaltet: Ballet, Kerndynamik und die dramatische Entwicklung der Schüler wird in einem strikten ganztägigen Programm erweitert.
Die Gelsey Kirkland Academy of Classical Ballet bietet insgesamt vier verschiedene Trainingsprogramme an, in denen die Schüler je nach Alter und tänzerischem Niveau ausgebildet werden.
Um an der Gelsey Kirkland Academy aufgenommen zu werden, ist entweder ein Vortanzen in angebotenen Städten, oder die Einreichung eines Videos erforderlich, in dem die Jury die tänzerischen Qualitäten der Bewerber genau begutachtet.

## TV-Produktionen
- 1976 Baryshnikov – Live at Wolf Trap
- 1977 Nutcracker